# Франческо Колона
Франческо Колона (на италиански: Francesco Colonna), роден през 1433 във Венеция и починал през 1527 също във Венеция, е италиански доминиканец.
Данните за него са твърде оскъдни: живял е във Венеция и е служил в катедралата „Свети Марко“.
Приписват му авторството на „Сънят на Полифил“ (Hypnerotomachia Poliphili). Писал е също епични поеми, сред които е Delfili Somnium, публикувана едва през 1959 г.
Колона е прекарал живота си в манастира „Св. Йоан и св. Павел“ във Венеция.